# Élodie Bernard
Pour les articles homonymes, voir Bernard.
Élodie Bernard est une écrivain, aventurière et entrepreneuse française, née en juin 1984 à Troyes.

## Biographie

### Famille et formation
Élodie Bernard a parcouru très jeune avec son père la Cordillère des Andes, l’Himalaya, le Karakorum et l’Hindu Kush, ce qui l'a rendue familière des aventures au long cours. Ses parents sont chirurgiens-dentistes, installés à Troyes dans l'Aube. 
Élodie Bernard est diplômée de l'Institut d'études politiques de Paris, de l'Université Panthéon-Sorbonne en relations internationales et à l'École de guerre économique. 
Elle est membre de la Société des explorateurs français.  

### Aventure au Tibet
Comme Alexandra David-Néel avant elle, Élodie Bernard entra clandestinement au Tibet, alors fermé aux étrangers par les autorités chinoises. Âgée de seulement 24 ans, à la suite des troubles au Tibet en mars 2008, elle embarque à bord de bus, de camions et parcourt le Tibet, de l'Amdo au Kham jusqu'à Lhassa, seule et sans autorisation, pendant les Jeux olympiques de Pékin. Malgré la terreur qui règne au Tibet, elle rencontre des Tibétains et des Chinois qui se confient à elle et l'invitent chez eux. Elle est finalement repérée par les agents du Bureau de sécurité publique et est expulsée vers Pékin.
À l'issue de son séjour clandestin à Lhassa, elle publie aux éditions Gallimard Le vol du paon mène à Lhassa, son premier récit de voyage, rassemblant des témoignages et son expérience au Tibet. Pour Philippe Lefait, l’essentiel de cette aventure est « dans le hasard et la poésie des rencontres, l’odeur du beurre qui accompagne le thé, la peur des contrôles, le courage de celles et ceux qui témoignent, le mystère de la spiritualité d’un peuple, l’engagement et la résistance des nonnes et des moines ». 
En novembre 2010, son ouvrage, Le vol du paon mène à Lhassa, se voit attribuer le prix de la Toison d'or du livre d'aventure vécue du Jury du Livre, présidé par l'écrivain Sylvain Tesson. Tesson parle du livre comme d'une « fenêtre ouverte sur le monde ».  
Elle apporte régulièrement son témoignage sur la situation au Tibet,. Elle est l'auteur de plusieurs tribunes sur le Tibet dont l'une, publiée par Mediapart, est cosignée par les écologistes Eva Joly et Jean-Marc Brûlé,.
Son expérience au Tibet est reprise dans le livre Femmes d'Exception de Célyne Baÿt-Darcourt, publié aux éditions France Info et Tallandier.

### Moyen-Orient
Depuis 2006, Élodie collabore à la Revue de Téhéran, premier magazine culturel francophone iranien, après y avoir travaillé à Téhéran pendant l'année. Elle séjourne régulièrement en Iran depuis 2005. 
À l'hiver 2010-2011, Elodie s'installe entre la France et le Moyen-Orient pour créer sa société de conseil en intelligence économique, Networld-Risk.  

## Publications

### Ouvrages
Récits de voyage
- 2010 : Le Vol du paon mène à Lhassa, Gallimard  (ISBN 978-2-07-012495-4). Réédition Folio, 2017 ;
- 2021 : L'Iran à fleur de peau, Gallimard  (ISBN 978-2-07-289858-7) ;

Ouvrages collectifs
- 2012 : L'Almanach des voyageurs, "La fin d'un monde. Lettre à Mawlânâ Rûmî", sous la direction de Jean-Claude Perrier, Magellan & Cie  (ISBN 978-2-35074-241-0) ;
- 2013 : L'Almanach des voyageurs, "Babel, une tour au milieu des ruines", sous la direction de Jean-Claude Perrier, Magellan & Cie  (ISBN 978-2-35074-264-9).

### Articles
Articles de presse
- "Au Tibet, l'ordre et l'indifférence règnent", écrit sous pseudonyme, Le Monde, 14 août 2008[14]
- "Un moine tibétain : au village, on n'ose plus me regarder", écrit sous pseudonyme, Nouvel Obs, 15 mars 2009[15]
- "Le Tibet, un combat profondément écologiste", co-auteur, Mediapart, 9 mars 2012[11]
- "Le Tibet indigné", Yahoo pour elles, 12 mars 2012[12]
- "Sous le niqab, un regard : portraits de femmes yéménites", Muze, janvier / février / mars 2012
- "Histoire de la Perse : Perses et Chinois au temps de l'Empire mongol", La Revue de Téhéran, février 2014[16]
- "L'art de la diplomatie iranienne", Les Echos, 8 juillet 2015[17]
- "Perception iranienne de l'Accord international sur le nucléaire iranien : l'Iran une puissance réhabilitée", Le Figaro, 17 juillet 2015[18]
- "Entretien : Négociations avec les Iraniens, mode d'emploi", France TV Info, 23 juillet 2015[19]
- "L'Œil d'Élodie : le Tibet", L'Est-Éclair avec Libération Champagne, 10 mars 2017[20]
- "L'Œil d'Élodie : l'Iran", L'Est-Éclair avec Libération Champagne, 8 avril 2017[21]
- "L'Œil d'Élodie : la Turquie", L'Est-Éclair avec Libération Champagne, 22 mai 2017[22]
- "L'Œil d'Élodie : le Yémen sur les traces d'Arthur Rimbaud", L'Est-Éclair avec Libération Champagne, 17 août 2017[23]
- "L'Œil d'Élodie : le Kurdistan irakien", L'Est-Éclair avec Libération Champagne, 17 août 2017[24]

Articles scientifiques
- "Prix bas du pétrole : l'"OPEP+" dans la tourmente", chapitre Iran, Études de l'IFRI, juin 2018[25]